# 시귀르뒤르 잉기 요한손
시귀르뒤르 잉기 요한손(아이슬란드어: Sigurður Ingi Jóhannsson, 1962년 4월 20일 ~ )은 아이슬란드의 정치인이다. 진보당에 당적을 두고 있다.
2013년부터 농수산업부 장관으로 재직 중이다. 그 전에는 환경천연자원부 장관을 지냈고 2014년 말 시그룬 마그누스도티르가 환경천연자원부 장관으로 임명되기 전까지 농수산업부 장관과 환경천연자원부 장관을 겸임했다.
시그뮌뒤르 다비드 귄뢰이그손 총리가 파나마 페이퍼스 사건으로 사임하자 2016년 4월 7일에 신임 총리가 되었다. 이후 아이슬란드 조기 총선에서 진보당이 과반 구성에 실패하여 2017년 1월 11일에 총리직을 사임하였다.